# Billy Austin
Sidney William 'Sam' Austin, né le 29 avril 1900 et décédé le 2 avril 1979, est un footballeur international anglais. Durant sa carrière, il porte les couleurs de Norwich City, Manchester City et Chesterfield.

## Biographie
Austin commence sa carrière professionnelle à Norwich City, où il marque 39 buts en 164 matchs.
Il rejoint Manchester City en mai 1924 pour 2 000 £. Il joue 160 matchs pour Manchester City et marque 43 buts. 
Durant sa carrière, il joue un total de 358 matchs, pour 86 buts marqués. 
Il est également sélectionné une fois en équipe d'Angleterre. Il s'agit d'un match disputé le 24 octobre 1925, contre l'Irlande du Nord, dans le cadre du British Home Championship en 1925.